# Avon Park
Avon Park es una ciudad ubicada en el condado de Highlands en el estado estadounidense de Florida. En el Censo de 2010 tenía una población de 8.836 habitantes y una densidad poblacional de 417,63 personas por km².

## Geografía
Avon Park se encuentra ubicada en las coordenadas 27°35′56″N 81°30′41″O / 27.59889, -81.51139. Según la Oficina del Censo de los Estados Unidos, Avon Park tiene una superficie total de 21.16 km², de la cual 18.53 km² corresponden a tierra firme y (12.43%) 2.63 km² es agua.

## Demografía
Según el censo de 2010, había 8.836 personas residiendo en Avon Park. La densidad de población era de 417,63 hab./km². De los 8.836 habitantes, Avon Park estaba compuesto por el 55.47% blancos, el 28.08% eran afroamericanos, el 0.34% eran amerindios, el 0.84% eran asiáticos, el 0.01% eran isleños del Pacífico, el 11.01% eran de otras razas y el 4.26% pertenecían a dos o más razas. Del total de la población el 29.15% eran hispanos o latinos de cualquier raza.